# Atkinson (Illinois)
Atkinson é uma cidade  localizada no estado americano de Illinois, no Condado de Henry.

## Demografia
Segundo o censo americano de 2000, a sua população era de 1001 habitantes. 
Em 2006, foi estimada uma população de 965, um decréscimo de 36 (-3.6%).

## Geografia
De acordo com o United States Census Bureau tem uma área de 
3,9 km², dos quais 3,9 km² cobertos por terra e 0,0 km² cobertos por água. Atkinson localiza-se a aproximadamente 201 m acima do nível do mar.

## Localidades na vizinhança
O diagrama seguinte representa as localidades num raio de 24 km ao redor de Atkinson. 